# Ibn al-Qalanisi
Hamza ibn Asad abu Ya'la ibn al-Qalanisi (* um 1070; † 18. März 1160) ist einer der wichtigsten muslimischen Chronisten des gesamten Mittelalters, insbesondere während der Zeit des Ersten Kreuzzuges. 

## Leben
Seine Familie gehörte einer bedeutenden Familie aus Damaskus an. Er hat Literatur, Theologie und Recht studiert. Obwohl er auch poetische Werke verfasste, ist nur seine Chronik erhalten. Seine Chronik Dhail oder Mudhayyal Ta'rikh Dimashq (Fortsetzung der Chronik von Damaskus) war eine Erweiterung der Chronik des Hilal al-Sabi' und berichtet über die Jahre von 1056 bis 1160.
Beim Eintreffen des Ersten Kreuzzuges in Syrien war er schon erwachsen. Er schreibt weniger wie ein Augenzeuge, als vielmehr wie ein „Sammler von Nachrichten“.
Als hoher Staatsbeamter des Atabegs von Damaskus kannte er alle damaligen Archive und auch den diplomatischen Briefverkehr. Sein Werk über die „Frengs“ (die Franken-Kreuzfahrer) wurde auch von anderen islamischen Chronisten benutzt. Es enthält unter anderem, dass ein gewisser Papst in Rom alle Frankenvölker dazu aufrief, Jerusalem zurückzuerobern. 
Er zählt auch als Erstes die einzelnen europäischen Kontingente und Völker auf, die bis heute in der Arabischen Sprache den Namen tragen, den Qalanisi ihnen einst gab. Beispielsweise seien die Almans „die zähesten aller Frankenvölker“ und „bisweilen stur“.